# Вокзал Ванне-Айккель
Вокзал Ванне-Айккель (нем. Wanne-Eickel Hauptbahnhof) — железнодорожный вокзал в районе Ванне города Херне (федеральная земля Северный Рейн-Вестфалия). Вокзал Ванне-Айккель является самым крупным железнодорожным вокзалом в Херне. Здание вокзала расположено на площади Heinz-Rühmann-Platz. По немецкой системе классификации вокзал Ванне-Айккель относится к категории 3.
Вокзал Ванне-Айккель — это тематический пункт регионального проекта «Путь индустриальной культуры» Рурского региона.

## История

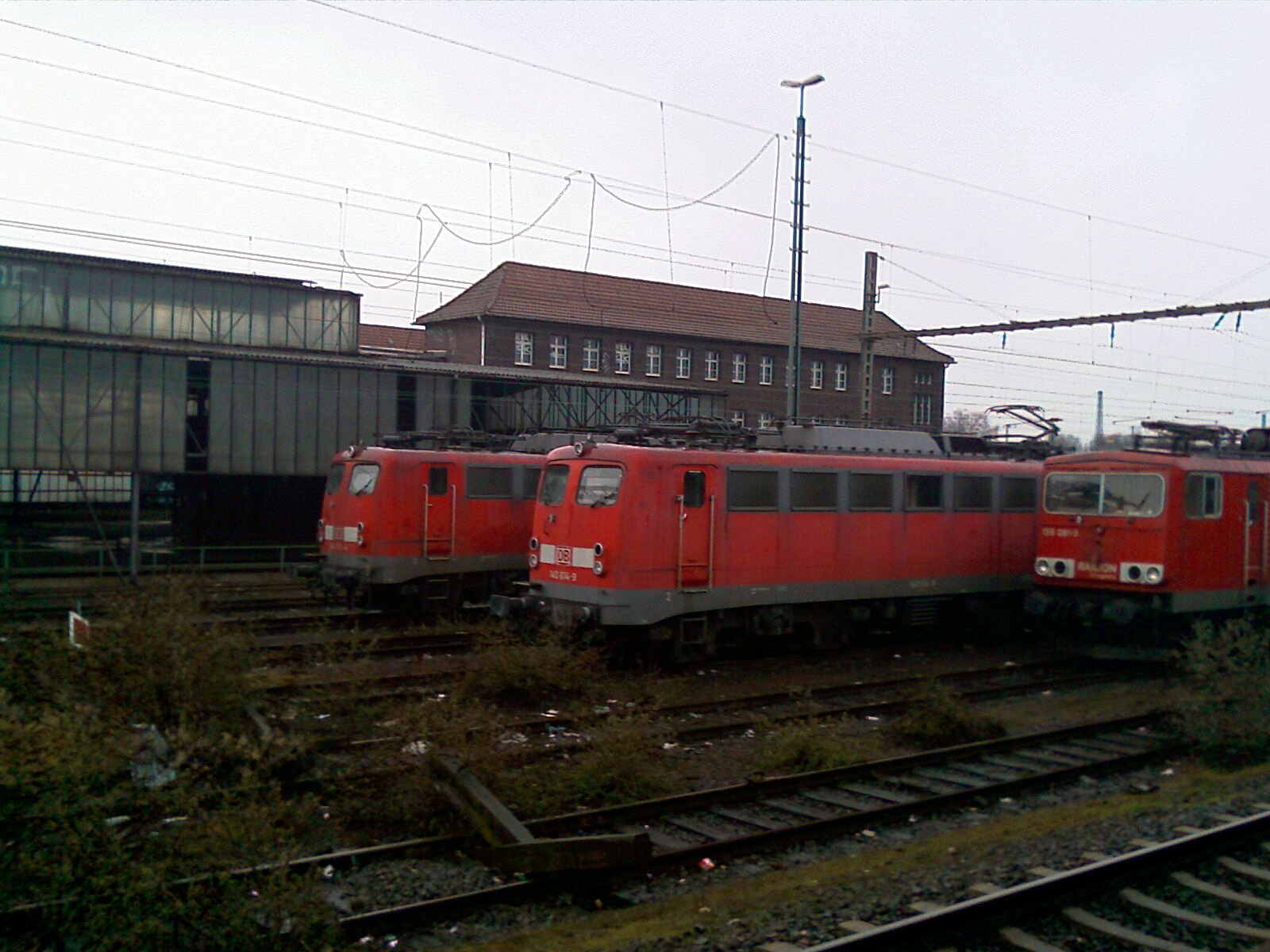
Пути отстоя составов

В 1856 году в городе Ванне была открыта товарная станция железнодорожного участка Кёльн-Минден. В 1864 году был открыт пассажирский вокзал. Первоначально вокзал получил имя Ванне. В 1913 году здание вокзала было перестроено и расширено.

1 апреля 1926 года города Ванне и Айккель были объединены, вследствие чего вокзал получает имя новообразованного города Ванне-Айкель. Это имя осталось неизменным и после 1 января 1975 года, когда город Ванне-Айккель вошёл в состав Херне. В 1930-е годы станция Ванне-Айккель становится самой крупной сортировочной станцией в Рурской области. В это время к станции было приписано более 300 локомотивов.

В настоящее время вокзал Ванне-Айккель остаётся важным железнодорожным узлом на пересечении участков Дортмунд-Дуйсбург и Мюнстер-Бохум, а также является конечным пунктом участка Ванне-Айккель-Гамбург. В 2003 году Deutsche Bahn AG планировало переименовать вокзал Ванне-Айккель в главный вокзал Херне (нем. Herne Hauptbahnhof), но этим планам не суждено было осуществиться из-за массового протеста жителей района Ванне-Айккель.

## Движение поездов по станции Ванне-Айккель

### IC
| Линия | Маршрут |
| ----- | --- |
| IC 35 | Эмден — Лер — Мюнстер — Рекклингхаузен — Ванне-Айккель — Гельзенкирхен — Оберхаузен — Дуйсбург — Аэропорт (Дюссельдорф) — Дюссельдорф — Кёльн — Бонн — Кобленц — Трир — Люксембург |

### RE,RBиS-Bahn
| Линия | Название              | Маршрут |
| ----- | --------------------- | --- |
| RE 2  | Rhein-Haard-Express   | Мюнстер — Рекклингхаузен — Ванне-Айккель — Гельзенкирхен — Эссен — Мюльхайм-ам-Рур — Дуйсбург — Аэропорт (Дюссельдорф) — Дюссельдорф              |
| RE 3  | Rhein-Emscher-Express | Хамм — Камен — Дортмунд — Кастроп-Рауксель — Херне — Ванне-Айккель — Гельзенкирхен — Оберхаузен — Дуйсбург — Аэропорт (Дюссельдорф) — Дюссельдорф |
| RB 42 | Haard-Bahn            | Мюнстер — Рекклингхаузен — Ванне-Айккель — Гельзенкирхен — Эссен                                                                                  |
| RB 43 | Emschertal-Bahn       | Дорстен — Ванне-Айккель — Херне — Дортмунд |
| RB 46 | Glückauf-Bahn         | Гельзенкирхен — Ванне-Айккель — Бохум |
| S2    | S-Bahn Rhein-Ruhr     | Дортмунд — Кастроп-Рауксель — Херне — Ванне-Айккель — Гельзенкирхен — Оберхаузен — Дуйсбург                                                       |